# Dikke Kei

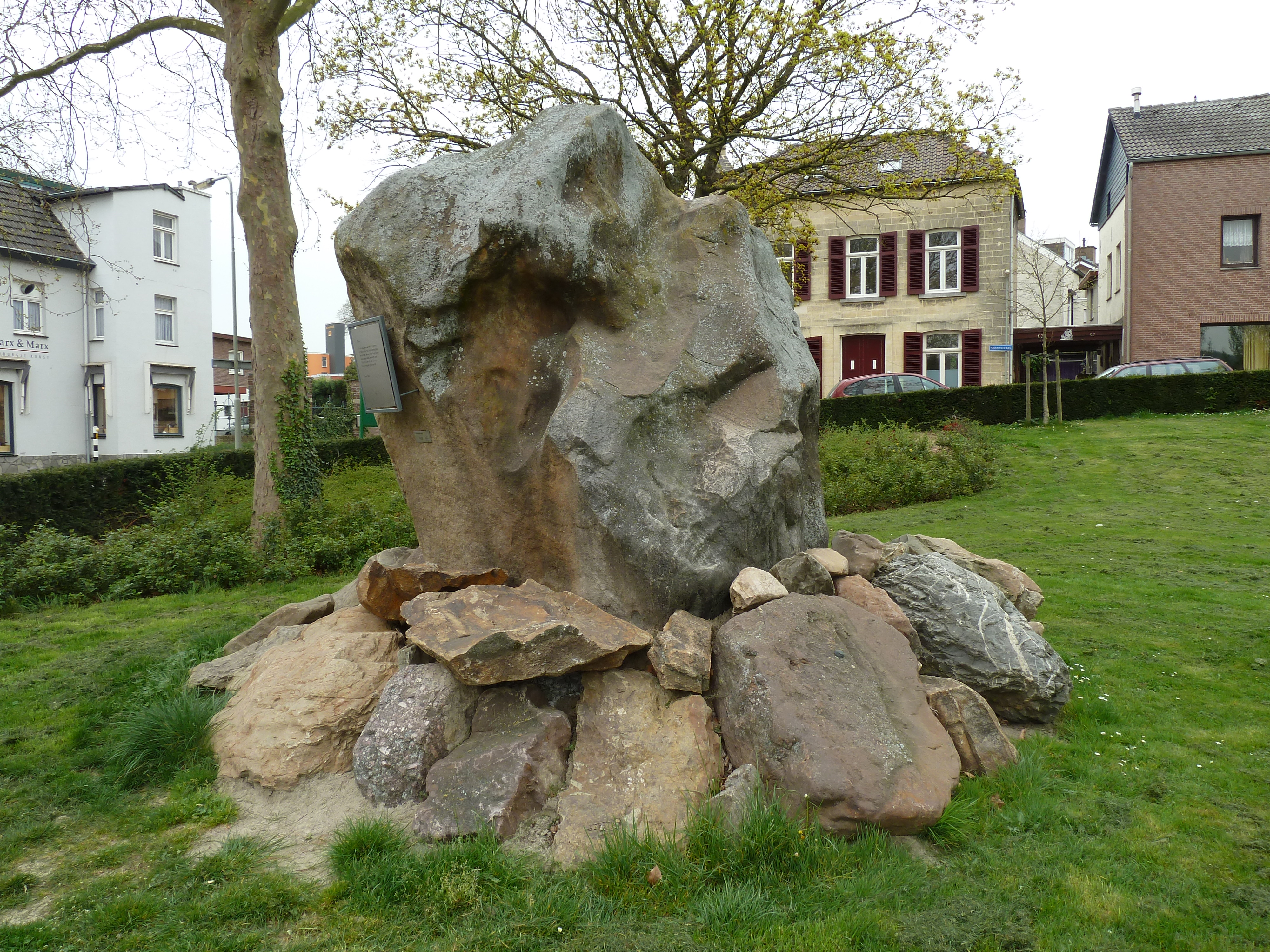
Dikke Kei aan de Oosterweg in 2014

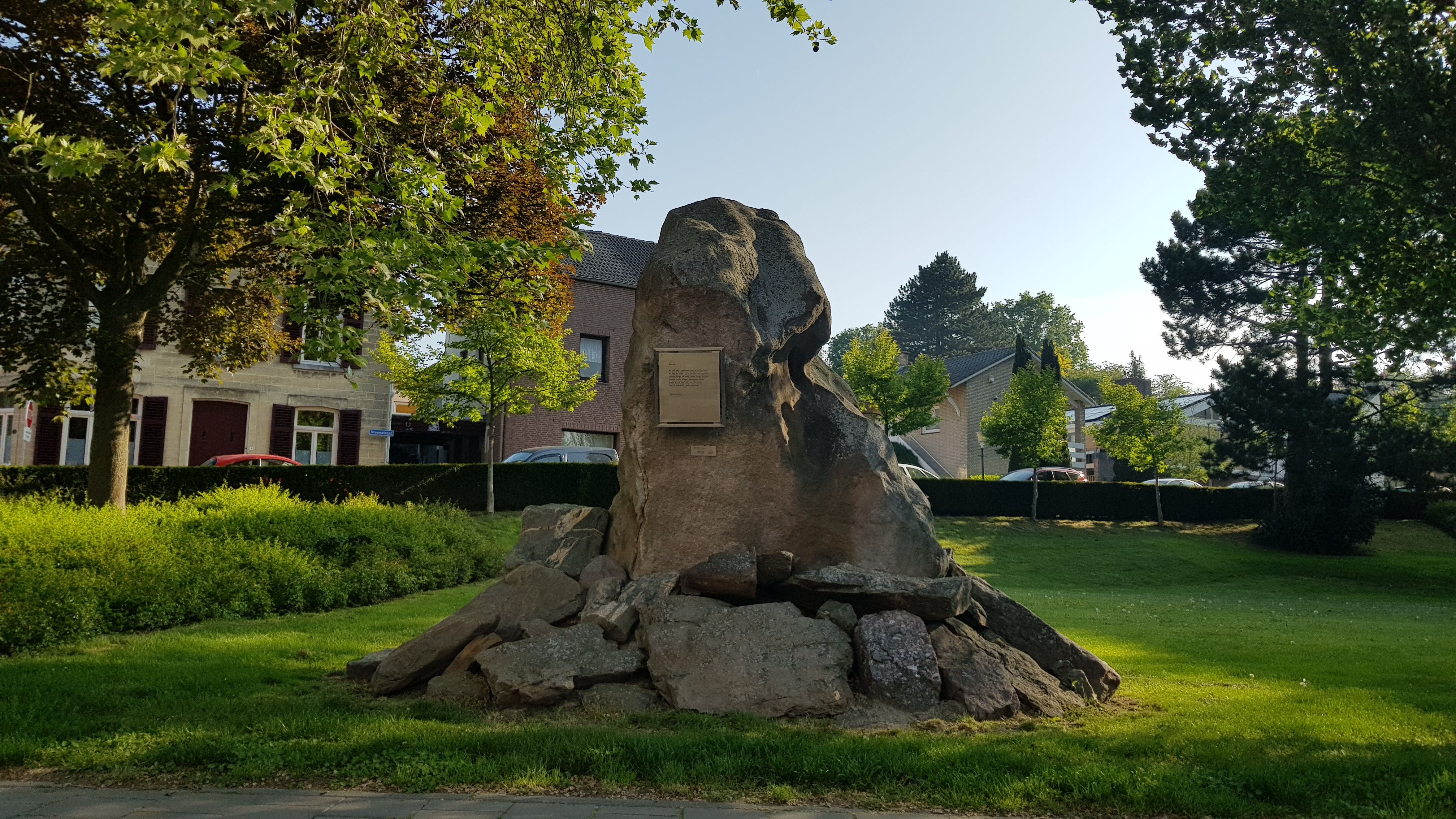
Dikke Kei aan de Oosterweg in 2020

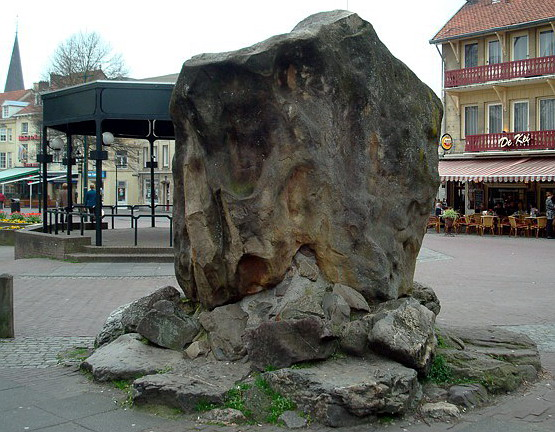
Dikke Kei aan het Theodoor Dorrenplein in 2009

De Dikke Kei, in de volksmond De Kei, is een grote zwerfsteen in Valkenburg in Nederlands Zuid-Limburg in de gemeente Valkenburg aan de Geul. De zwerfsteen staat aan de kruising van de Oosterweg, de Hekerbeekstraat en de Steenstraat in een groenstrook nabij de kloosterkerk van het Franciscanessenklooster.
Ongeveer 50 meter naar het westen is Winkelcentrum Aan de Kei gebouwd dat vernoemd is naar de zwerfsteen.

## Geschiedenis
Op vrijdag 30 maart 1951 werd de plaatsing van de Dikke Kei aangekondigd als 1 aprilgrap in de krant Het Land van Valkenburg. Twee weken later was de grap omgezet in een serieus plan waarmee de Gedeputeerde Staten van de provincie Limburg akkoord waren gegaan. De kosten van dit plan werden op ƒ 1700 geraamd. Door expediteur Dabekausen uit Beek werd een grote steen in het Vijlenerbos uitgegraven en op een tanktransporter vervoerd naar Valkenburg. In Valkenburg werd de zwerfsteen in de Verlengde Grootestraat geplaatst aan het Theodoor Dorrenplein.
Eind februari 2013 werd de Dikke Kei (in eerste instantie tijdelijk) verplaatst van het Theodoor Dorrenplein naar de kruising aan de Oosterweg om ruimte te maken voor rioleringswerkzaamheden.

## Zwerfsteen
De zwerfsteen heeft een hoogte van 2,80 meter en een gewicht van ruim 25 ton. Rondom de grote zwerfkei zijn er kleinere stenen geplaatst.

## Geologie
De Dikke Kei bestaat uit verkit zandsteen en is ongeveer 500 miljoen jaar oud, stammende uit het Cambrium. Het zandsteen is ontstaan doordat miljoenen jaren geleden los zand aan een kust van een zee werd afgezet. Dit vond plaats ter hoogte van Noord-Frankrijk. Vanaf ongeveer twee miljoen jaar geleden stroomde de voorloper van de Maas vanuit Noord-Frankrijk via de Ardennen en Zuid-Limburg naar het noorden. Tussen de ijstijden in werd er zeer veel smeltwater door die Oermaas afgevoerd waarbij die woeste rivier ook grote zwerfstenen samen met ander sediment meenam naar het noorden en deze ter hoogte van Zuid-Limburg afzette. Deze afzettingen bestonden uit Maasgrind met daarin ook grote zwerfstenen. Ook grote blokken werden noordwaarts meegevoerd als ijsschotszwerfsteen.
In het Vijlenerbos bevindt zich het Geologisch monument Zandsteenblokken die eveneens uit verkit zandsteen bestaan.